# 日本後紀
《日本後紀》是日本平安時代初期編纂的史書，是繼日本紀與續日本紀之後六國史系列的第三部史書。承和7年（840年）完成，記載延曆11年（792年）至天長10年（833年）42年間的史事，編者是藤原緒嗣。《日本後紀》屬於編年體，以漢文撰寫，全書共40卷，但現存10卷。